# ايوان بيرسون
ايوان بيرسون (بالإنجليزية: Ewan Pearson)‏ هو دي جيه ومنتج أسطوانات وملحن بريطاني، ولد في 1 أبريل 1972 في Kidderminster ‏ في المملكة المتحدة.

## وصلات خارجية
- الموقع الرسمي
- ايوان بيرسون على موقع IMDb (الإنجليزية)
- ايوان بيرسون على موقع ميوزك برينز (الإنجليزية)
- ايوان بيرسون على موقع ميوزك برينز (الإنجليزية)
- ايوان بيرسون على موقع أول ميوزيك (الإنجليزية)
- ايوان بيرسون على موقع أول ميوزيك (الإنجليزية)
- ايوان بيرسون على موقع ديسكوغز (الإنجليزية)
- ايوان بيرسون على موقع ديسكوغز (الإنجليزية)